# Bonet de Lattes
Bonet de Lattes ou de Lates, també conegut amb el nom hebreu de Jacob ben Emanuel Provençal, va ser un metge i astròleg, jueu-català, conegut principalment per la seva invenció d'un anell equinoccial i per la seva relació com a metge amb els papes Alexandre VI i Lleó X.

## Biografia
Bonet de Lattes va viure a finals del segle XV i principis del segle XVI. Era originari de la Provença i pertanyia a una família amb arrels a la ciutat de Lattes prop de Montpeller. El 1478-1479 va ser condemnat pel tribunal d'Aix a una multa de 400 écus per subornar testimonis.  Obligat a abandonar la seva Provença natal l'any 1498 després del desterrament dels jueus, es va establir amb la resta de la seva família a Carpentras, llavors terra sota control papal.
Des d'allà anava freqüentment a Roma on va ser metge del papa Alexandre VI  (1430-1503), i després de Lleó X (1475-1521). Paral·lelament, va ser nomenat rabí de la comunitat jueva de la ciutat de Carpentras, i la seva proximitat amb el papa li va permetre prestar molts serveis. Es va casar amb la filla del metge Comprat Mossé d'Aix que vivia a  a Marsella vers 1488-1492.
Com a prova de la posició important de Bonet a la cort papal, Johannes Reuchlin li va demanar per carta escrita en hebreu el 13 d'octubre de 1513 que utilitzés la seva influència perquè en la seva polèmica amb Johannes Pfefferkorn sobre el Talmud, l'examen de la seva polèmica obra Augenspiegel (Reflex dels ulls), escrita el 1511 no fos un encàrrec dels dominics. Sembla que la intercessió de Bonet va tenir èxit. Però malgrat això, el llibre seria prohibit uns anys més tard el 1520 pel papa Lleó X, després de la mort de Bonet l'any 1515.
Bonet va tenir dos fills. Joseph que es va quedar en els favors del papa i Emanuel que va estar també al servei del papa i rebent un salari regular.
Cap a finals del segle XIX, mentre es dragava el Tíber, es va descobrir una llarga placa de marbre amb la inscripció הרב מיסיר בוניט (Rabí Messire Bonet) que probablement procedia de la casa de Bonet.

## Obra

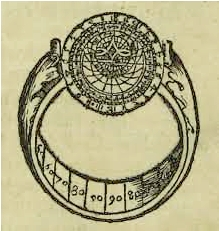
L'anell equinoccial inventat per Bonet de Lattes

Bonet és l'inventor d'un anell d'astrolabi, és a dir, un anell d'astrolabi planisfèric, estàndard amb algunes modificacions per fer-lo funcional (però no un anell equinoccial ), que permet mesurar l'alçada del sol i dels estels i determinar l'hora amb gran precisió tant de nit com de dia. Descriu l'ús del seu instrument en un tractat escrit a Carpentras el títol complet del qual és Boneti de Latis, Medici Provenzalis, Annuli per eum Composti Super Astrologiæ Utilitate. Es va publicar com a suplement de la Calculatio Composta in Rima de Juliano de Dati, publicada a Roma el 1493, i està dedicada al papa Alexandre VI. Al final del seu tractat, Bonet demana perdó pel seu mal llatí, essent hébreu. El tractat va ser republicat a París l'any 1500, per Jacob Faber d'Étaples, amb el seu propi comentari sobre el De sphaera mundi de Joannes de Sacrobosco i sobre la geometria d'Euclides. Aquesta edició es va reeditar posteriorment els anys 1507, 1521 i 1534. Dues edicions més van aparèixer més tard a Marburg el 1537 i el 1557.
Bonet també va escriure en un mal llatí un tractat titulat Prognosticum, publicat a Roma l'any 1498 i dedicat als cardenals Valentiniani i de Borgia, en el qual va predir la vinguda del Messies en l'any 1505. Un relat detallat del llibre es troba en el manuscrit d'Abraham ben Mordecai Farissol: Magen Abraham o ha-Dat Wikkuah.
Un deixeble de Jacob Faber, Charles de Bovelles (1475-1566), relata en el prefaci del seu Dialogi de Trinitate que va conèixer Bonet de Lattes al gueto de Roma l'any 1507, i que va ser convidat a casa seva per veure l'anell equinoccial que ell havia inventat. El pis superior de la seva casa era una sinagoga que contenia una Arca Santa amagada per una cortina, llibres, llums i xals de pregària. El fill de Bonet, de trenta-dos anys, estava amb ell a la casa, profundament immers en l'estudi de la filosofia. Charles de Bovelles també esmenta una llarga discussió teològica que va mantenir amb Bonet i sobreentén que al final el fill de Bonet estava convençut de la veritat de la fe cristiana.